# Astragalomancja

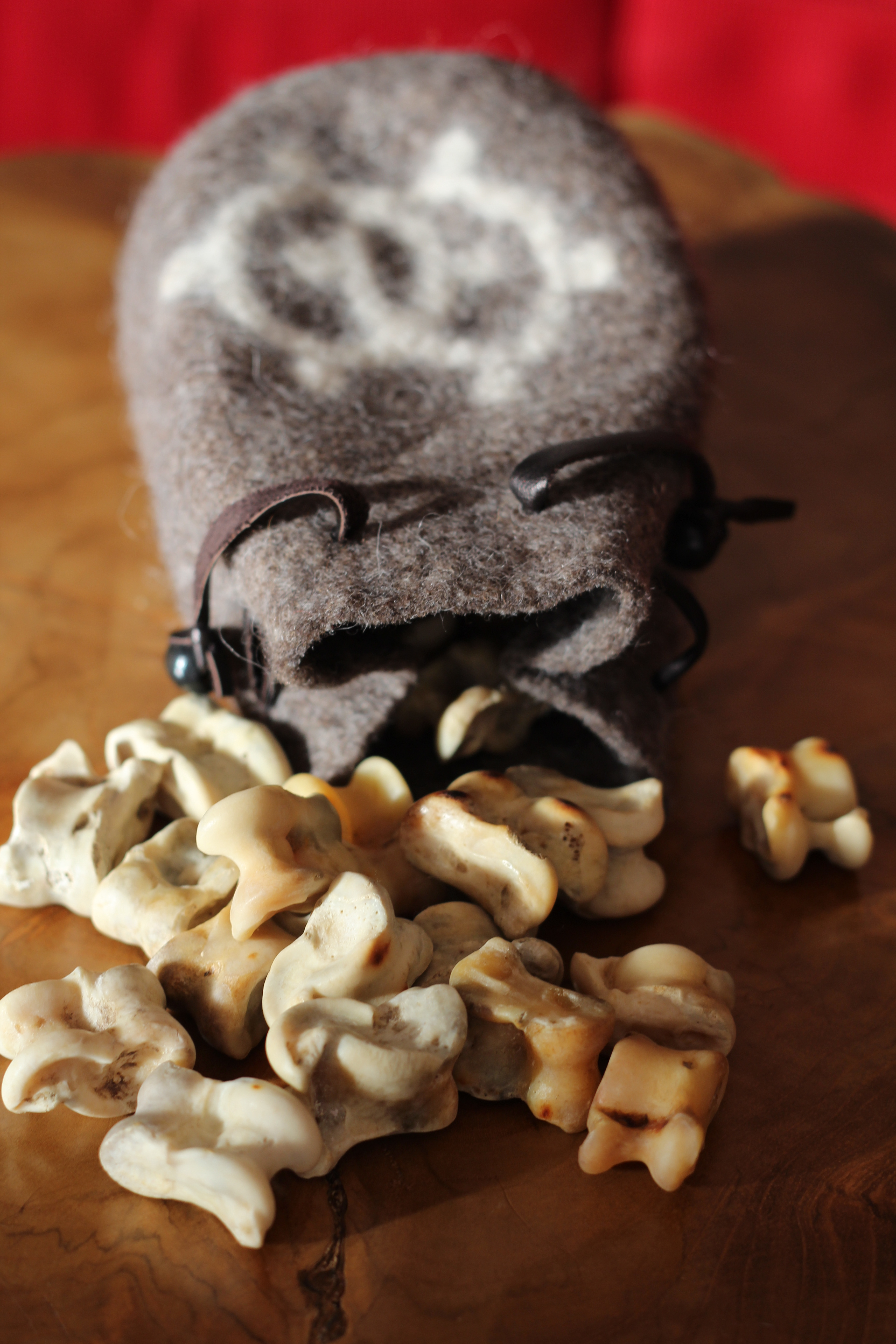
Starodawne kości do gry z Mongolii

Astragalomancja, astragyromancja – metoda wróżenia za pomocą kostek, kamyków lub kawałków drewna. Nazwa pochodzi od słowa astragal, oznaczającego kość skokową.
Historycznie, podobnie jak w grach w kości, „kości” zazwyczaj były kośćmi stawowymi lub innymi małymi kośćmi czworonogów. Oznaczone astragale (kości skokowe) owiec i kóz są powszechnie spotykane na stanowiskach archeologicznych w regionie Morza Śródziemnego i Bliskiego Wschodu, szczególnie na miejscach związanych z pochówkami i religią. Na przykład oznaczone astragale znaleziono w pobliżu ołtarza Afrodyty Urania w Atenach, co sugeruje, że astragalomancja była praktykowana w pobliżu ołtarza po około 500 r. p.n.e.
Praktyka kontaktowania się z boską prawdą poprzez losowe rzuty kości lub kości zwierząt sięga czasów sprzed powstania pisma. Metropolitan Museum of Art w Nowym Jorku wystawiło kości (hakata) używane przez lud Szona z południowej Afryki.
Astragalomancja jest często uważana za gałąź kleromancji. Na kościach wypisane są liczby; liczby te są związane z literami, co ma wpływ na pytania stawiane przez wróżbitę. Wróżbita rzuca kośćmi, co skutkuje losową sekwencją liczb. Wróżbita interpretuje tę sekwencję zgodnie z określonymi zasadami – zazwyczaj związanymi z religią (np. buddyzmem tybetańskim).

## Historia

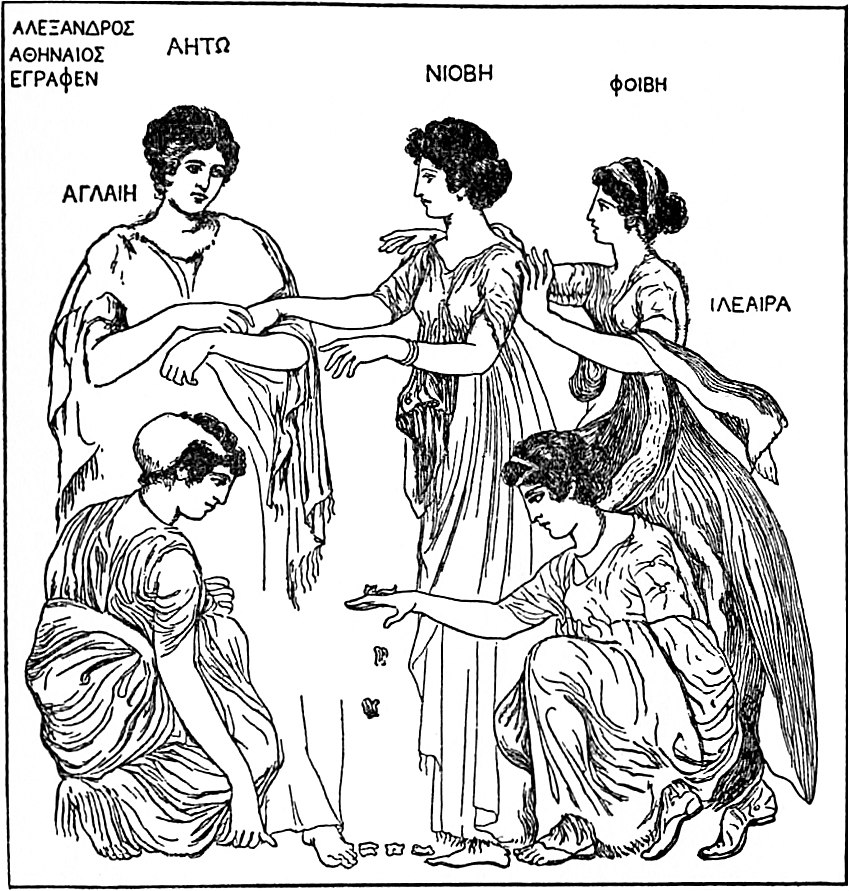
Grecka ilustracja przedstawiająca kobiety rzucające kośćmi

### Starożytna Grecja
Astragalomancja była praktykowana w starożytnej Grecji poprzez rzucanie Astragaloi i następne sprawdzanie „kości orakularnych”, czyli tablic wyników wróżbiarskich wyrzeźbionych na posągach lub monolitach. Astragaloi to oznaczone i odcięte kości stawowe owiec, lub podobne imitacje w brązie lub drewnie, które służyły jako kości do wróżenia. Miały one cztery strony i były wydłużone, z dwoma zaokrąglonymi stronami, aby nie mogły wylądować na tych krawędziach. Kości miały dwie wąskie i dwie szerokie strony, z jedną z wąskich stron będącą płaską, a drugą wklęsłą, podczas gdy jedna z szerokich stron była wklęsła, a druga wypukła. Strony były oznaczone wartościami 1, 3, 4 i 6, przy czym przeciwstawne strony sumowały się do siedmiu. W odróżnieniu od sześciennych kości, konstrukcja astragaloi oznaczała, że różniły się szanse na wyrzucenie określonej wartości.
Wyniki porównywano następnie z tzw. „kośćmi orakularnymi”. Były one rozproszone po całym obszarze Morza Śródziemnego i w niektórych przypadkach, jak te znalezione w Anatolii, miały postać dużych kamienno-drewnianych filarów. Filary te miały wysokość od 1,6 do 1,7 m i szerokość od 50 do 60 cm. Były one rzeźbione w tablice orakularne odpowiadające numerom wyrzuconym na astragaloi. Wyniki te obejmowały zakres od najniższego wyniku pięciu, składającego się z pięciu jedynek, do najwyższego wyniku trzydziestu, składającego się z pięciu szóstek. Każdy wynik był również powiązany z boskością, na przykład rzut pięcioma jedynkami, statystycznie najniższy wynik z powodu konstrukcji kości, był korzystnym rzutem i był powiązany z Zeusem.